# Kristina Lindgård
Kristina Lindgård född 27 mars 1965 är en svensk cellist.
Lindgård är uppväxt i Jämtland och utbildad vid Kungliga Musikhögskolan i Stockholm. Hon har spelat i Corona Artis och Utomjordiska samt tidigare i Gageego!. Lindgård spelar just nu i Karlsson Barock. Lindgård är en flitigt anlitad barockcellist och interpret av nutida musik. Hon är även verksam som musiklärare vid Kulturskolan i Göteborg.
Kristina Lindgård är syster till violinisten Jonas Lindgård och musikläraren Magnus Lindgård.

## Diskografi
- Fredmans epistlar och sånger, Proprius 2002
- Kom fria sinnen hit!, Proprius 1999
- Fredmans sånger III, Proprius 1997
- Blåsen nu alla!, Proprius 1995